# Лука Пицини
Лука Пицини (итал. Luca Pizzini; Верона, 8. април 1989) италијански је пливач и олимпијац, чија специјалност су трке прсним стилом.

## Спортска каријера
Прве запаженије резултате у каријери Пицини је остварио у јуниорском узрасту освојивши две бронзане медаље на јуниорским првенствима Европе 2006. и 2007. године. Први значајнији успех као сениор постигао је на Медитеранским играма 2013. у Пескари освојивши бронзану медаљу у трци на 200 прсно. Била је то уједно и његова прва медаља у конкуренцији сениора на међународним такмичењима. Непун месец дана касније поновио је исти успех на Универзијади у руском Казању.
На светским првенствима је дебитовао у Барселони 2013. заузевши укупно 18. место у квалификацијама трке на 200 метара прсно. Такмичио се и на наредна три светска првенства, у Казању 2015, Будимпешти 2017. и Квангџуу 2019., а најбољи резултат остварио је у главном граду Мађарске где је успео да се пласира у полуфинале трке на 200 метара прсно које је окончао на укупно 9. месту, заоставши свега 0,15 секунди за местом које је водило у финале.
Освајањем бронзане медаље у трци на 200 прсно на европском првенству у Лондону 2016., Пицини је уједно успео и да се квалификује за наступ на Олимпијским играма које су исте године одржане у бразилском Рију. У Рију је успео да се пласира у полуфинале на 200 прсно где је испливао укупно 14. време.